# Jong Male VV
Jong Male VV is een Belgische voetbalclub uit Male, een wijk in Sint-Kruis, deelgemeente van de stad Brugge. De club is aangesloten bij de KBVB met stamnummer 7951 en heeft groen-wit als kleuren. Jong Male speelt in de provinciale reeksen.

## Geschiedenis
Reeds rond de Tweede Wereldoorlog werd in Male gevoetbald onder de naam FC Male. De ploeg had een blauw-zwarte uitrusting, later ging men in groen-wit spelen. In de jaren 50 en 60 speelde een Maalse ploeg bij de Katholieke Vlaamse Sportfederatie, Jong Male. Ook FC Male was opnieuw actief, en speelde in competitie bij het Brugse Liefhebbersverbond op zaterdagnamiddag. Tussen beide clubjes bestond, zeker bij het bestuur, enige rivaliteit. Sommige spelers speelden in een weekend zowel de zaterdag- als zondagnamiddag voor beide ploegen.
Op 1 juli 1973 sloot Jong Male aan bij Belgische Voetbalbond, onder de naam Jong Male Voetbalvereniging (Jong Male VV). Men kreeg stamnummer 7951 toegekend. Men ging van start in Vierde Provinciale, het laagste niveau. In 1974 ging FC Male de samenwerking aan met Jong Male. De voorzitter van FC Male werd ondervoorzitter bij Jonge Male VV. De club trad vanaf 1974/75 aan met een eerste elftal, een reserveploeg en een juniorsploeg. Jong Male pakte zijn eerste titel in 1975/76, en promoveerde zo voor het eerst naar Derde Provinciale.
In 1988 kreeg men nieuwe, ruimere accommodaties. Op sportief gebied bleef de club een liftploeg tussen Derde en Vierde Provinciale. In 1991 zakte men naar Vierde Provinciale, maar de volgende seizoenen zou de club een goede periode kennen. Dankzij winst in de eindronde promoveerde men immers in 1993 terug naar Derde Provinciale. Jong Male breidde het volgend seizoen een vervolg aan dit succes, en slaagde er meteen in weer te promoveren. Voor het eerst in de clubgeschiedenis mocht men dus naar Tweede Provinciale.
Men kon er zich zes seizoenen handhaven, tot men in 2000 weer naar Derde zakte. Een paar jaar later kende men echter weer succes. Opnieuw slaagde men er twee jaar op rij in via de eindronde promotie af te dwingen. Zo trad men in 2006/07 voor het eerst aan in Eerste Provinciale, het hoogste provinciaal niveau. Jong Male kon er zich echter maar één seizoen handhaven en zakte weer. Na vijf seizoenen in Tweede Provinciale zakte Jong Male in 2012 weer naar Derde. Het jaar erop degradeerden ze opnieuw waardoor ze het seizoen 2013/14 in Vierde Provinciale B aanvatten. Na een seizoen promoveerde Jong Male in het seizoen 2014/15 via de eindronde promotie naar Derde Provinciale.

## Resultaten
| Seizoen | Klasse | Klasse | Klasse | Klasse | Klasse | Klasse | Klasse | Klasse | Klasse | Reeks                                                    | Punten                                                   | Opmerkingen                                              |
|         | I      | I      | II     | III    | IV     | P.I    | P.II   | P.III  | P.IV   |                                                          |                                                          |                                                          |
| ------- | ------ | ------ | ------ | ------ | ------ | ------ | ------ | ------ | ------ | -------------------------------------------------------- | -------------------------------------------------------- | -------------------------------------------------------- |
| 2005/06 |        |        |        |        |        |        | 6      |        |        | Tweede prov. W-Vl. B                                     | 48                                                       |                                                          |
| 2006/07 |        |        |        |        |        | 16     |        |        |        | Eerste prov. W-Vl                                        | 10                                                       |                                                          |
| 2007/08 |        |        |        |        |        |        | 2      |        |        | Tweede prov. W-Vl. A                                     | 56                                                       |                                                          |
| 2008/09 |        |        |        |        |        |        | 6      |        |        | Tweede prov. W-Vl. A                                     | 45                                                       |                                                          |
| 2009/10 |        |        |        |        |        |        | 13     |        |        | Tweede prov. W-Vl. A                                     | 35                                                       |                                                          |
| 2010/11 |        |        |        |        |        |        | 7      |        |        | Tweede prov. W-Vl. A                                     | 43                                                       |                                                          |
| 2011/12 |        |        |        |        |        |        | 16     |        |        | Tweede prov. W-Vl. A                                     | 19                                                       |                                                          |
| 2012/13 |        |        |        |        |        |        |        | 16     |        | Derde prov. W-Vl. B                                      | 10                                                       |                                                          |
| 2013/14 |        |        |        |        |        |        |        |        | 7      | Vierde prov. W-Vl. B                                     | 43                                                       |                                                          |
| 2014/15 |        |        |        |        |        |        |        |        | 4      | Vierde prov. W-Vl. B                                     | 45                                                       | Promotie via eindronde                                   |
| 2015/16 |        |        |        |        |        |        |        | 13     |        | Derde prov. W-Vl. B                                      | 32                                                       |                                                          |
|         | 1A     | 1B     | 1Am    | 2Am    | 3Am    | P.I    | P.II   | P.III  | P.IV   | Vanaf 2016-17 zijn er 3 nationale en 2 regionale niveaus | Vanaf 2016-17 zijn er 3 nationale en 2 regionale niveaus | Vanaf 2016-17 zijn er 3 nationale en 2 regionale niveaus |
| 2016/17 |        |        |        |        |        |        |        | 4      |        | Derde prov. W-Vl. B                                      | 47                                                       |                                                          |
| 2017/18 |        |        |        |        |        |        |        | 11     |        | Derde prov. W-Vl. B                                      | 35                                                       |                                                          |
| 2018/19 |        |        |        |        |        |        |        | 12     |        | Derde prov. W-Vl. B                                      | 38                                                       |                                                          |
| 2019/20 |        |        |        |        |        |        |        | 5      |        | Derde prov. W-Vl. B                                      | 42                                                       |                                                          |
| 2020/21 |        |        |        |        |        |        |        | -      |        | Derde prov. W-Vl. B                                      | -                                                        | Competitie geschrapt wegens Covid-19                     |
| 2021/22 |        |        |        |        |        |        |        | 2      |        | Derde prov. W-Vl. B                                      | 58                                                       |                                                          |
| 2022/23 |        |        |        |        |        |        | 4      |        |        | Tweede prov. W-Vl. B                                     | 55                                                       |                                                          |
| 2023/24 |        |        |        |        |        |        | 2      |        |        | Tweede prov. W-Vl. A                                     | 58                                                       | Promotie via de eindronde                                |
| 2024/25 |        |        |        |        |        | 14     |        |        |        | Eerste prov. W.-Vl.                                      | 28                                                       |                                                          |
| 2025/26 |        |        |        |        |        |        |        |        |        | Tweede prov. W.-Vl. A                                    |                                                          |                                                          |